# Cibercultura

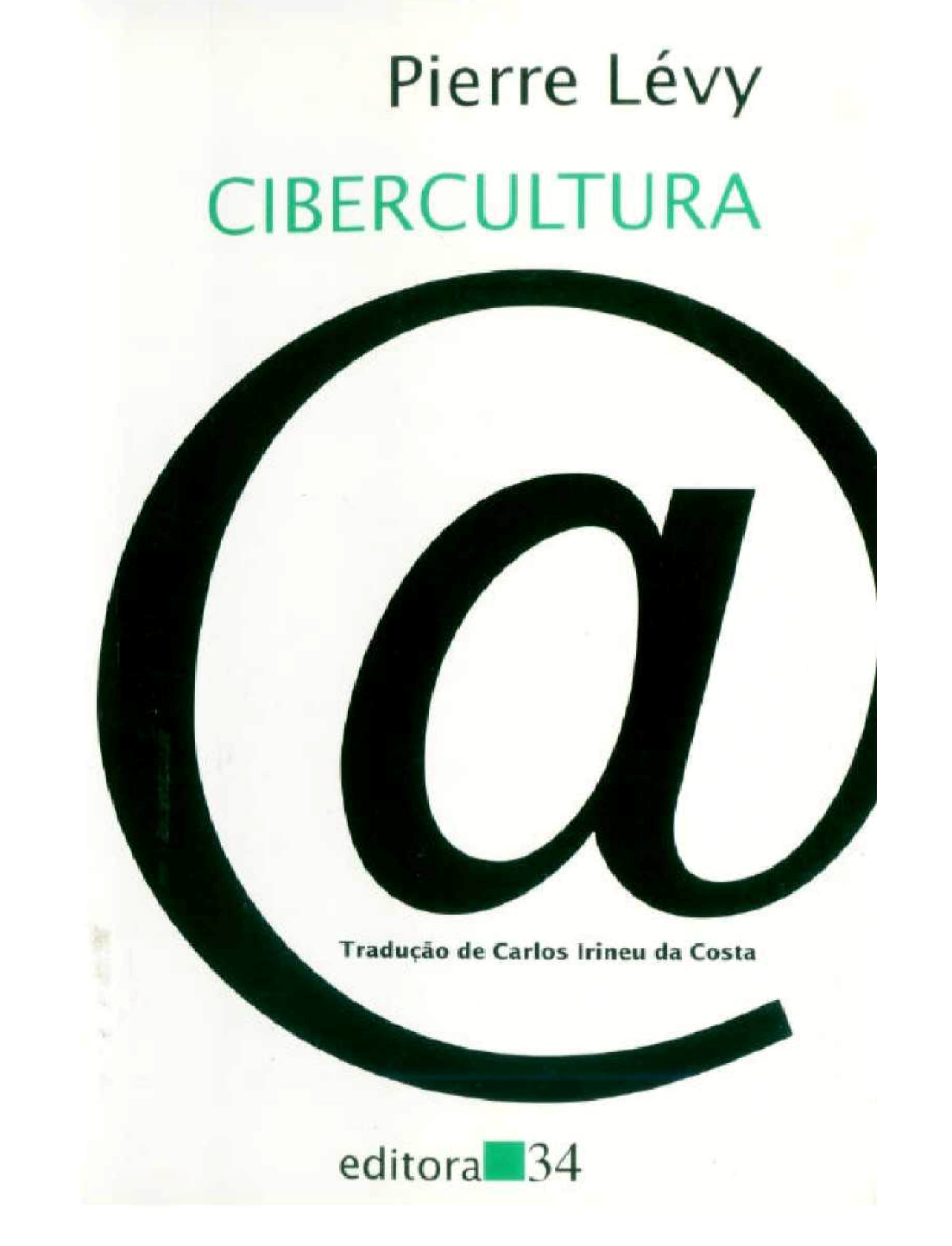
Cibercultura - Pierre Levy

O desenvolvimento da cibercultura, ou cultura da Internet, se dá com o surgimento da microinformática nos anos 70, com a convergência tecnológica e o estabelecimento do PC. Nos anos 1980-90, assistimos a popularização da internet e a transformação do PC em um “computador coletivo”, conectado ao ciberespaço, a substituição do PC pelo CC (Lemos 2003). Aqui, a rede é o computador e o computador uma máquina de conexão. Agora, em pleno século XXI, com o desenvolvimento da computação móvel e das novas tecnologias nômades (laptops, palms, celulares), o que está em marcha é a fase da computação ubíqua, pervasiva e senciente, insistindo na mobilidade. Estamos na era da conexão. Ela não é apenas a era da expansão dos contatos sobre forma de relação telemática. Isso caracterizou a primeira fase da internet, a dos “computadores coletivos” (CC). Agora temos os “computadores coletivos móveis (CCm)”. Trata-se da ampliação de formas de conexão entre homens e homens, máquinas e homens, e máquinas e máquinas motivadas pelo nomadismo tecnológico da cultura contemporânea e pelo desenvolvimento da computação ubíqua (3G, Wi-Fi), da computação senciente (RFID5 , bluetooth) e da computação pervasiva, além da continuação natural de processos de emissão generalizada e de trabalho cooperativos da primeira fase dos CC (blogs, fóruns, chats, software livres, peer to peer, etc). Na era da conexão, do CCm, a rede transforma-se em um “ambiente” generalizado de conexão, envolvendo o usuário em plena mobilidade. Para W. Mitchell (Mitchell, 2003), o termo Cibercultura tem vários sentidos, mas se pode entender como a forma sociocultural que advém de uma relação de trocas entre a sociedade, a cultura e as novas tecnologias de base micro-eletrônicas surgidas na década de 70, graças à convergência das telecomunicações com a informática. A cibercultura é um termo utilizado na definição dos agenciamentos sociais das comunidades no espaço eletrônico virtual. Estas comunidades estão ampliando e popularizando a utilização da Internet e outras tecnologias de comunicação, possibilitando assim maior aproximação entre as pessoas de todo o mundo, seja por meio da construção colaborativa, da multimodalidade e/ou da hipertextualidade. Em decorrência disso, em 2000, o pesquisador Pierre Lévy detalha a ideia da conexão planetária.
Lemos 2005, p. 2

## Etimologia
A palavra cibercultura provém da junção das palavras cibernética e cultura. "Ciber" seria o diminutivo de cibernética, uma ciência voltada para uma tecnologia avançada. No caso, a cibercultura relaciona a tecnologia, o virtual (por exemplo a internet) e a cultura. O termo  contempla todos  os fenômenos relacionados ao ciberespaço, aqueles fenômenos associados às formas de comunicação mediadas por computadores. O Dicionário de Inglês Oxford lista o uso do termo "cibercultura" em 1963, quando A. M. Hilton escreveu o seguinte: "Na era da cibercultura, todos os arados puxarão a si mesmos e os frangos fritos voarão direto para nossos pratos."

## Contexto histórico

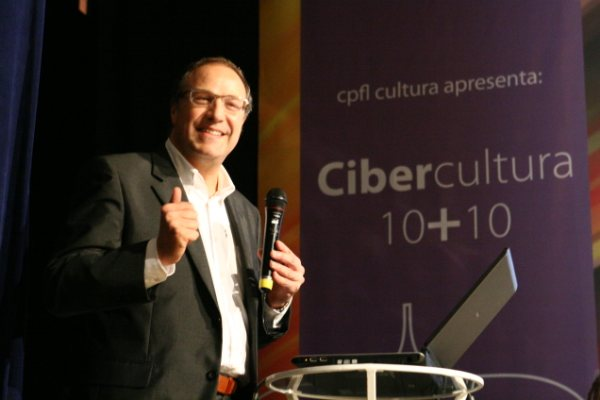
Pierre Lévy, precursor do termo cibercultura

As novidades que a tecnologia trouxe para a modernidade a partir das décadas de 60 e 70, tal qual a possibilidade de remixagem de textos, utilização de técnicas literárias como o cut-up (cópia-colagem), o advento da internet entre outros, geraram diversos debates sobre questões sociais. Nesse contexto, durante a década de 80 novos termos como cibercultura, proposto por Pierre Lévy e ciberespaço, de William Gibson, surgiram.
 Para alguns teóricos, contudo, como André Lemos, professor da Universidade Federal da Bahia, a concepção de cibercultura teria origens muito mais antigas, remetendo à década de 50 com a informática e cibernética, aos anos 70 com os microcomputadores e teria apenas se consolidado nos anos 80 e 90 com surgimento da informática de massa e popularização da internet, respectivamente.
Durante a década de 80 em suas palestras, sob acusação de ser uma mídia fria, sem emoções e comunicação real, Pierre Lévy comparava essas falas ao preconceito sofrido pelo Rock ‘n’ Roll nas décadas de 50 e 60. Contudo, para ele atualmente esse cenário já se encontraria diferente no imaginário das pessoas que hoje já tem acesso às tecnologias, diferentemente da época, acrescentando que preconceito é gerado pela ignorância.

## Conceito

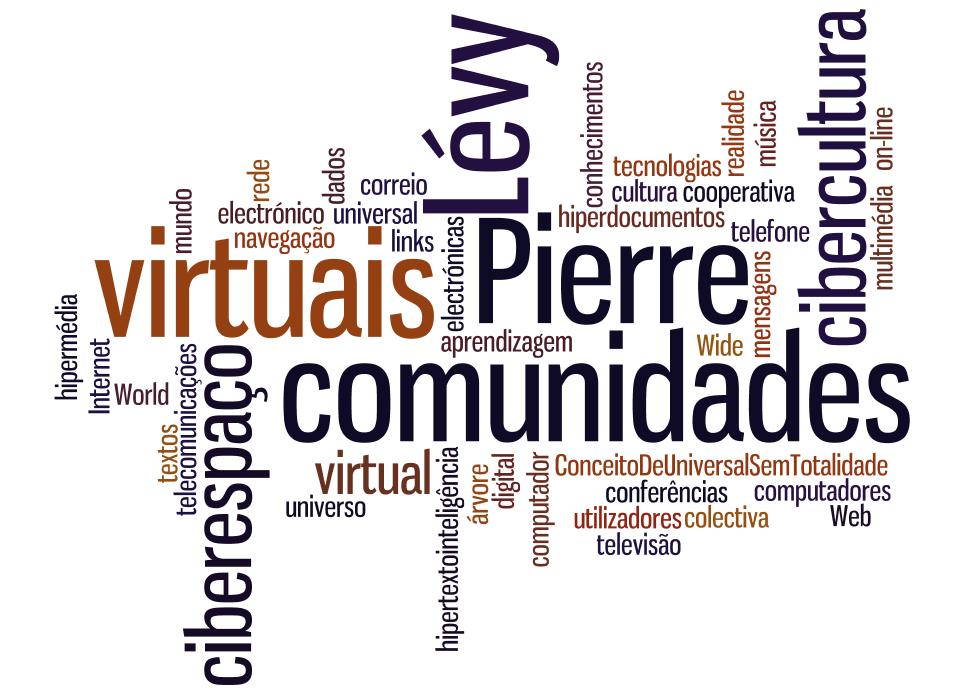
Nuvem de palavras referente aos termos da Cibercultura

O conceito de cibercultura é trabalhado de forma diferente por cada autor. Por exemplo, para Pierre Lévy, esse conceito trata da reunião de relações sociais, das produções artísticas, intelectuais e éticas dos seres humanos. Além disso, a cibercultura se articula por meio de redes interconectadas de computadores, ou seja, no ciberespaço. Pode ser pensado como um fluxo contínuo de ideias, práticas, representações, textos e ações, que ocorrem entre interconectadas. É importante pensar que a cibercultura não é um marco zero na cultura da humanidade, mas, ao contrário, ela é a cultura em um sentido bastante amplo, que acontece no ciberespaço. Vale ressaltar que o que separa a cultura da cibercultura é a sua estrutura técnico-operacional e ela se refere a um conjunto de práticas exercidas por pessoas conectadas a uma rede computacional. Para além, a cibercultura é basicamente transposição das culturas humanas para um espaço conectado. Por se tratar de um espaço em expansão, mais pessoas e grupos conectados podem trocar informações, saberes e conhecimentos. Ademais, a cibercultura cria condições para que novos saberes possam ser desenvolvidos como: aplicativos, sites, programas etc.
Existem quatro linhas de analise do conceito: 1. utópica, 2. informativa, 3. antropológica e 4. epistemológica:
1. Quando trabalhado de forma utópica, o conceito refere-se ao advento de novas mídias e como estas influenciam a sociedade, formando subculturas. Autores como Andy Hawk e Pierre Lévy trabalhavam com o conceito desta forma.
2. Quando analisado sob o aspecto informativo, refere-se a um conjunto de práticas culturais, que permite novas formas de transmitir-se informação (sem qualquer relação com o cyberpunk, neste caso). Autores como Margaret Morse e Lev Manovich trabalharam com esta visão.
3. Quando posto sob um ponto de vista antropológico, o conceito é estudado minuciosamente na história presente. Refere-se a um conjunto de práticas culturais e estilos de vida gerados pelas TIC. Autores como Arturo Escobar e David Hakken trabalharam com o conceito de modo antropológico.
4. Epistemologicamente, o termo é usado para teorizar as novas mídias e as explorar como uma cultura de informação. A cibercultura é auto-reflexiva, pois a teoria faz parte de suas narrativas, que impulsionam novas teorias. O autor Lev Manovich analisou o termo sob essa perspectiva.

## Comunicação mais flexível
A base contextual  do ciberespaço está contida na nova dinâmica de publicar, difundir e receber  qualquer conteúdo, a qualquer hora e  em qualquer lugar do mundo. Esta possibilidade, na internet, a diferencia das mídias tradicionais, que possuem uma escala de produção e difusão da informação. Os indivíduos utilizam chats, fóruns, e-mails, blogs e páginas pessoais para produzir e reproduzir informação livremente, recriando seus espaços sociais no mundo virtual livremente, apenas respeitando direitos autorais e as políticas dos sites.
O ciberespaço permite a filtração do conteúdo de interesse ao usuário do meio de comunicação, diferenciando-se da impossibilidade de escolha da informação recebida das mídias clássicas.
As interações específicas da cibercultura não substituem as formas estabelecidas de relação social já presentes na sociedade, mas se configuram como novas relações mediadas.

## Cibercultura e a reconfiguração educacional
No hábito intrínseco da tecnologia na vida do jovem, instituições que compõem a educação formal e informal estão tendo que sair dos moldes tradicionalistas e se inserir nesse ciberespaço. Nesse momento existe um choque de gerações entre um público  "Nativo Digital", que engloba as gerações que já nasceram inseridas na cultura digital, com os Imigrantes Digitais, que tem que se adaptar para aderir as novas ferramentas da cultura digital.
Há vários autores que trabalham com o conceito de cibercultura, entre eles Pierre Lévy, que traz a ideia de Inteligência coletiva, onde inteligências individuais são compartilhadas (compartilhamento potencializado através das novas tecnologias) e se somam. Outros autores que trabalham com este assunto são Catapam, Pedro Demo e André Lemos.
Diante desse quadro a educação vem passando por diversas reformulações como a introdução de equipamento tecnológico em sala de aulas (computadores e tablets), deveres de casa através do meio virtual, salas de aula virtual. Com o intuito de integrar a sala de aula com o ciberespaço, atingindo de forma efetiva o que tem sido o principal canal de comunicação com os alunos Nativos Digitais. Outra característica é a inclusão de matérias específicas na grade curricular como Desenvolvimento de Games, Programação, Robótica e Cibercultura.
Inclusive os espaços de educação informal, tal como museus e centros culturais, tem adentrado esse universo com objetivo de instigar o jovem a frequentar esse espaço físico, fortemente ligado formação de público.

## Cibercultura eAntropologia
O ciberespaço ao funcionar como  um novo lugar de sociabilidade, acaba por originar  novas formas de relações sociais, com códigos, estruturas e especificidades  próprias. Entretanto, esses novos códigos não são completamente inéditos e  sim uma reformulação  das possibilidades já conhecidas de sociabilidade,  tanto de espaço / tempo virtuais, quanto de seus  agentes sociais, cuja capacidade de metamorfose  é levada às últimas consequências.
A Antropologia, que visa a identificação dessas  representações sociais, é a disciplina mais adequada  à tarefa de destrinchar estes novos códigos e mudanças  surgidos no ciberespaço.
Essas mudanças podem ser de natureza quantitativa, como por exemplo, a potencialização da capacidade de relacionamentos simultâneos que um usuário pode estabelecer nas mídias sociais do ciberespaço e  podem ser também de natureza qualitativa, já que os diálogos estabelecidos online, não contam com a presença física do interlocutor.
Hoje em dia, a forma como os grupos de diferentes culturas vivenciam o “virtual” e a experiência de múltiplo pertencimento proporcionada por ele, diz muito a respeito de suas próprias culturas.  Cabe, portanto, à antropologia, o levantamento etnográfico detalhado das diferentes tribos que habitam o ciberespaço.

## Arte Eletrônica

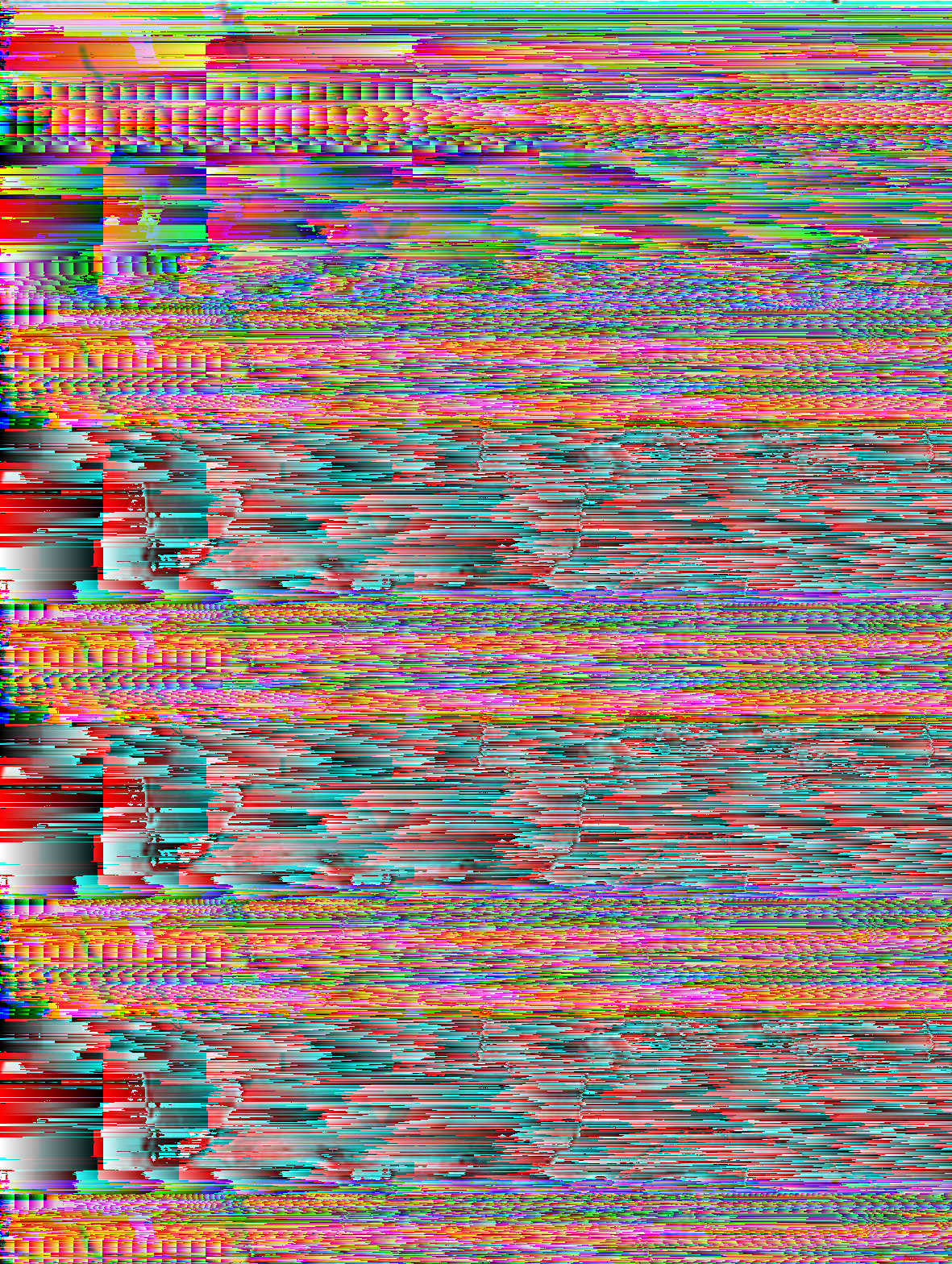
Glitch Art

A arte eletrônica abrange as manifestações artísticas que envolvem a tecnologia, como a música eletrônica, a ASCII art, a Glitch Art, as esculturas virtuais, pinturas interativas, a web arte, vídeo-arte, entre outros, se baseando em elementos como a interatividade, a robótica, computação gráfica e o multimídia, além de colagens de informações, e mais recentemente, a tecnologia dos QR-Codes. Iniciada nos anos 1970, junto com o desenvolvimento da internet, ela se difundiu a partir dos anos 1980, com a expansão da microeletrônica e dos microcomputadores e redes de comunicação, e é altamente interativa, focando numa linguagem aberta e na participação do público. Suas experimentações se iniciaram com o objetivo de criar um "processo em rede interativo", em que artistas dispersos em vários pontos do planeta participariam do processo de criação. Um de seus pioneiros foi Douglas Davis, com sua obra "Seven Thoughts" (1976), que utilizava satélites. No ano seguinte projetos como "Satellite Ars Project" e o alemão "Performance Television" exploraram as possibilidades trazidas pela comunicação em tempo real. Nos anos 1980, diversas manifestações surgiram como a "Hole In Space", além do software ARTEX, centrado em textos, e-mail art e na ASCII art, que também explorava o coletivo. Em 1994, com a expansão da internet, surgiu o movimento net.art, cuja manifestação mais conhecida foi o enigmático site Hell.com, acessível apenas para artistas ligados ao movimento.
Nos dias de hoje, as redes sociais se tornaram mais uma forma de divulgação da arte eletrônica, com plataformas como a Portal, que usa Skype e Twitter para o streaming de performances artísticas. Além disso, é possível ver trabalhos de artistas anônimos e mesmo de simples usuários em redes como o Flickr e o Tumblr, reforçando mais uma vez a proposta da participação de todos. Nessas redes predominam a Glitch Art e a ASCII art.

## Cibercidades
Com a evolução da tecnologia digital, muitos dispositivos tecnológicos começaram a fazer parte do dia a dia das cidades, como: celulares, tablets, televisão por cabo e satélite, internet de banda larga e wireless, internet móvel de alta velocidade(3G e LTE), cartões inteligentes, etc. Podemos observar que dentro do universo digital, passamos a ter contato com o mundo virtual, o ciberespaço e as interações coletivas nos fluxos de redes. Conhecemos então a vida virtual, com espaços de comunicação mais abertos, que ultrapassam os limites geográficos físicos, com trocas de informações livres, compartilhamento e cooperação coletiva.
Dentro do ciberespaço observamos que, diante da velocidade e facilidade com que ocorre a comunicação virtual entre as pessoas, independente da sua localização geográfica, nasce a possibilidade de gerar uma forma de democracia eletrônica da comunicação, com oportunidade de auto-organização através do que Pierre Lévy define como Inteligência coletiva, desenvolvida pelo compartilhamento de funções cognitivas como: a memória, a percepção, aprendizado e do equilíbrio entre dois opostos: a cooperação e a competição, que segundo o autor, proporciona uma maior produção do conhecimento.
A partir desse momento, surge a ideia de Cibercidade, um espaço de fluxo comunicacional que representa a cidade física, mas sem substituí-la, como nos afirma Pierre lévy: “O virtual não substitui o real, ele multiplica as oportunidades para atualizá-lo.”
A cibercidade visa, além da anulação simbólica das distâncias uma possibilidade de criação de uma ‘cidade digital’ onde o estudo, o trabalho, e algumas tarefas que são feitas na cidade física passam a ser realizadas também no ambiente virtual, com economia de tempo e deslocamento para os indivíduos. Seu objetivo também é o de “Auto-gestão das cidades reais pelos seus próprios habitantes, o que permite a organização, solução e elaboração dos problemas da cidade física, por meio da colocação em comum das competências dos recursos e das ideias". Trata-se de um projeto que pretende aproveitar o enorme potencial das tecnologias de informação e comunicação para aumentar o interesse das pessoas pelos espaços concretos das cidades, reaquecer o espaço público, criar novos vínculos comunitários, tornar a participação políticas dessas pessoas mais dinâmica e, claro, ajudar os indivíduos a se familiarizarem com essas novas tecnologias.

### A estrutura político-social das Cibercidades
A cibercidade representaria a proposta de uma organização político-social melhor estruturada e mais democrática do que a da cidade física, auxiliando na defesa dos direitos humanos, na luta contra a exclusão social, na participação política direta, na auto-gestão e na democratização dos espaços tradicionais das cidades físicas.
“Trata-se assim de encorajar dinâmicas de reconstituição do laço social, desburocratizar as administrações, otimizar em tempo real as fontes e os equipamentos da cidade, experimentar novas práticas democráticas"
Para que se desenvolva um projeto de Cibercidades é necessário um processo de Letramento para a população de forma abrangente e não restrita à classes sociais. Com a democratização do acesso à essas Cibercidades serão permitidas aos “habitantes”, condições de decodificar as mensagens. Permitindo nesse caso, uma constituição de Cibercidade diferente daquilo que se constitui nas Cidades, onde é nítida uma segregação ou abismo sociocultural entre as classes sociais, onde o  conhecimento, de forma crítica e ampliada, fica restrito a poucos.

## Exemplos de aplicação da cibercultura
- Blogs
- Bulletin Board Systems
- Chat
- Cibersexo
- Comércio eletrônico
- Jogos eletrônicos
- Memes de Internet
- Compartilhamento de arquivos
- Redes Sociais
- Usenet
- Ciberliteratura
- Fanfic
- GPS
- E-mail
- Prezi
- Fórum de discussão
- Urna eletrônica
- Mundo virtual
- Webcomic

## Teóricos
- William Gibson,
- Donna Haraway,
- Manuel De Landa,
- Bruce Sterling,
- Hendrik Speck,
- Kevin Kelly,
- Wolfgang Schirmacher,
- Victor J.Vitanza,
- Gregory Ulmer,
- Jean Baudrillard,
- Pierre Lévy,
- Manuel Castells,
- Steven Johnson,
- Paul Virilio